# Jonny Wilkinson
Jonathan Peter „Jonny” Wilkinson, OBE (ur. 25 maja 1979 we Frimley) – angielski rugbysta, grał na pozycji łącznika ataku. Mistrz świata w 2003 roku i wicemistrz w 2007.
Dla reprezentacji Anglii od 1998 do 2011 roku rozegrał 91 spotkań i zdobył 1179 punktów.
Uczestnik Pucharu Świata w Australii w 2003 roku, podczas których doprowadził Anglię do mistrzostwa świata, a także Pucharu Świata we Francji w 2007 roku, gdzie Anglicy wywalczyli wicemistrzostwo, w Pucharze Świata w Nowej Zelandii w 2011 roku reprezentacja Anglii odpadła natomiast w ćwierćfinale.

## Rekordy i wyróżnienia
Uznany przez IRB za najlepszego rugbystę 2003 roku na świecie. W swoich dotychczasowych występach w mistrzostwach świata zdobył 277 punktów, co jest niepobitym rekordem. Wilkinson także jako jedyny gracz w historii punktował w dwóch meczach finałowych mistrzostw świata.

## Życie prywatne
Jego podobizna znajduje się w Muzeum Figur Woskowych Madame Tussaud w Londynie.
Obecnie Wilkinson żyje z dala od miastowego zgiełku w Northumberland nieopodal granicy ze Szkocją, wraz ze swoim starszym bratem Markiem (znanym szerzej jako Sparks).
Wilkinson wielokrotnie zdradził pragnienia chęci współpracy i szkolenia utalentowanej młodzieży po zakończeniu swojej kariery zawodniczej.
Jest zadeklarowanym abstynentem, choć po przegranym finałowym meczu w 2007 złamał ten zwyczaj.
Obecnie spotyka się z Sophie, córką magnata statkowego, Williama.
W jednym z wywiadów dla dziennika brytyjskiego The Times zdradził, że wyznaje filozofię buddyjską, by poprzez koncentrację i wewnętrzną równowagę polepszyć swoje możliwości sportowe.